# 마그마 (수학)
추상대수학과 범주론에서 마그마(영어: magma)는 집합과 그 위의 이항 연산 외에 아무런 추가 조건도 없는 대수 구조이다. 준군(영어: groupoid)은 이와 다른 개념이나, 마그마를 가리키는 데 사용되는 용어이기도 하다.

## 정의
마그마 {\displaystyle (M,\cdot )}는 이항 연산을 갖춘 집합이다. 즉, 임의의 원소쌍 {\displaystyle m,n\in M}에 유일한 원소 {\displaystyle m\cdot n\in M}를 대응시키는 함수가 주어진 집합이다.

### 준동형
두 마그마 {\displaystyle (M,\cdot _{M}),(N,\cdot _{N})} 사이의 준동형 {\displaystyle f\colon M\to N}은 다음 조건을 만족시키는 함수이다.
- 임의의 {\displaystyle m,m'\in M}에 대하여, {\displaystyle f(m\cdot _{M}m')=f(m)\cdot _{N}f(m')}

## 종류
- 단위 마그마(單位-, 영어: unital magma)는 항등원을 갖는 마그마이다.
- 중가환 마그마(中可換-, 영어: medial magma)는 중가환 법칙 {\displaystyle (mn)(pq)=(mp)(nq)}를 만족시키는 마그마이다.
- 가환 마그마(可換-, 영어: commutative magma)는 교환 법칙을 만족시키는 마그마이다.
- 유사군은 모든 왼쪽·오른쪽 곱셈 작용이 전단사 함수인 마그마이다.
- 고리는 항등원을 갖는 유사군이다.
- 반군은 결합 법칙을 만족시키는 마그마이다.
- 반격자는 교환 법칙과 멱등 법칙을 만족시키는 반군이다.
- 모노이드는 항등원을 갖는 반군이다.
- 군은 모든 원소가 가역원인 모노이드이다.
- 아벨 군은 교환 법칙을 만족시키는 군이다.

## 역사
‘마그마’(프랑스어: magma)는 니콜라 부르바키가 도입한 용어로, 프랑스어로 ‘잡동사니’라는 뜻이 있다.

## 같이 보기
- 보편대수학
- 대수 구조